# 戦国時代 (中国)

戦国時代の諸国の領土の変遷

中国の戦国時代（せんごくじだい、簡体字: 战国时代; 繁体字: 戰國時代; 拼音: Zhànguó Shídài、紀元前5世紀 - 紀元前221年）は、中国の歴史の時代。
戦国時代の開始は7説ある。一般的には周の敬王44年（紀元前476年）、周の貞定王16年（紀元前453年）、周の威烈王23年（紀元前403年）の3説が有名である。秦始皇26年（紀元前221年）秦が斉を滅ぼし、中原統一したことで終わりを告げる。現在では東周の前半を春秋時代、後半を戦国時代というようになった。東周は赧王59年（前256年）秦によって滅亡した。戦国時代には各諸侯国が戦争を続けたため、後世では「戦国」と呼ばれた。「戦国」の名は前漢の劉向の『戦国策』に由来する。
東周の末期には周の権力も無くなり、諸侯国らが「王」号を自称した。周の顕王35年（紀元前334年）徐州相王で魏の恵王と斉の威王が王号を自称し、46年（紀元前323年）に、秦の恵文王や韓の宣恵王が、その後も燕の易王・宋の康王・中山の王サクが自称した。また秦の昭襄王と斉の湣王は一時期帝号を称した。

## 七雄の並立

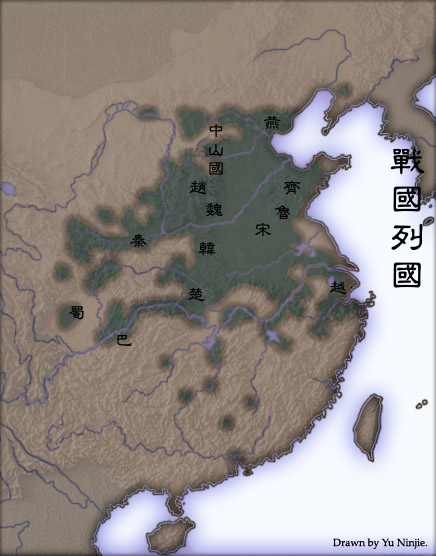
初期の戦国列国

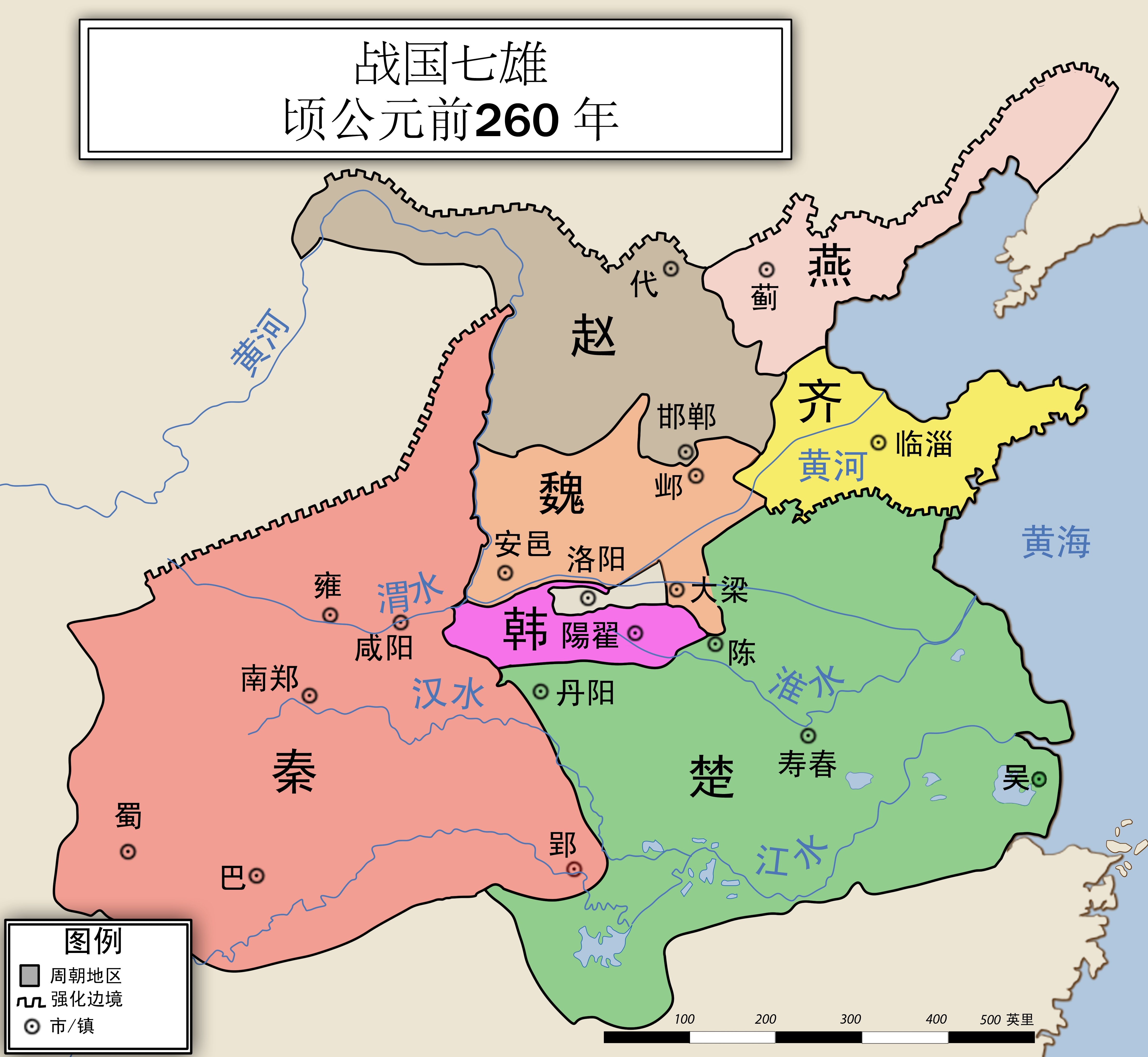
紀元前260年の戦国七雄

春秋時代には国の祭祀を絶つと国の祖先から呪われるという考えから、国を占領しても完全に滅ぼしてしまうことはそれほど多くなく、また滅びても復興することがよくあった。戦国時代に入ると容赦がなくなり、戦争に負けることは国の滅亡に直接繋がった。そのような弱肉強食の世界で次第に7つの大国へ収斂されていった。その7つの国を戦国七雄と呼ぶ。春秋時代には名目的には周王の権威も残っていたが、戦国時代になると七雄の君主がそれぞれ「王」を称するようになり（ただし、楚の君主は以前から王であった）、周王の権威は失われた。
戦国時代初期の諸侯国は数十国あり、その中で斉・晋・楚・越の4国の国力が強く、天下は4分の勢となっている。
春秋時代の長期的な戦争により、晋の国君は春秋末期になると傀儡となり、卿や大夫が政治の実権を掌握することになった。春秋末期、その中でも六卿の智氏・范氏・中行氏・韓氏・趙氏・魏氏が有力であった。范氏と中行氏が滅ぼされると封地は他四家で分配された。智氏の当主智瑶が紀元前455年に韓氏・魏氏の両家と趙氏を滅ぼそうとして、趙無恤の本拠晋陽を水攻めにしたが、韓氏・魏氏の裏切りにあった。紀元前453年、智氏が滅亡した。智氏の土地は配分された。また、三家は晋公室の土地と人民も配分した。これを三家分晋という。
斉では卿族で小国陳の亡命公子の陳完の子孫の田恒が鮑氏と連合して欒氏と高氏から政権を奪い取り滅ぼした。遂には国君を追放して自らが国君となった。
燕は国力が上昇し、秦は中興した。弱小な諸侯国は併呑されるか附庸国となった。戦国時代中期には主要な大諸侯國は
- 韓（紀元前403年 - 紀元前230年）
- 趙（紀元前403年 - 紀元前228年）
- 魏（紀元前403年 - 紀元前225年）
- 楚（? - 紀元前223年）
- 燕（紀元前1100年頃 - 紀元前222年）
- 斉（紀元前386年 - 紀元前221年）
- 秦（? - 紀元前206年）

の7国となった。これを戦国七雄という。
小国としては東周・宋・衛・中山・魯・滕・邾・費等が存在していて、宋や中山といった国々も王号を唱えており、諸国における重要度も高かったという指摘もされている。秦の附庸国となった衛を除き、戦国七雄によって併呑された。

## 概要

### 魏の覇権 (前403年-前354年)
戦国時代の初期に覇権を握ったのは、晋から分離したうちの一国の魏である。周王朝より諸侯として正式に認められたときの魏の文侯は積極的に人材を求め、李克・呉起などを登用して中山国の都を陥落させるなど、魏を最強国とした。子の武侯の時代にも覇権は続き、さらにその子の恵王の時代には、諸侯の間で初めて王の称号を使うなど、強勢を誇った。
魏が強勢となれたのは、魏の支配領域が周代より文化の中心地とされた中原の中央であり、最も開発が進んだ地域であったからであった。それは一方では周辺諸国からの侵攻を受けやすいということでもあり、開発の余地が無いということでもあった。後方に広大な未開発地帯を持つ斉や秦などが台頭してくると、魏は覇権の座から滑り落ちることとなる。

#### 魏の呉起改革
文侯は魏の歴代の君主の中でも一二を争う名君で、積極的に人材を集め、魏の国力を上昇させていた。文侯が呉起を任用するかどうかを家臣の李克に下問したところ、李克は「呉起は貪欲で好色ですが、軍事にかけては名将司馬穰苴も敵いません」と答え、文侯は呉起を任用する事に決めた。
呉起は軍中にある時は兵士と同じ物を食べ、同じ所に寝て、兵士の中に傷が膿んだ者があると膿を自分の口で吸い出してやった。ある時に呉起が兵士の膿を吸い出してやると、その母が嘆き悲しんだ。将軍がじきじきにあんな事をやってくだされているのに、何故泣くのだと聞かれると「あの子の父親は将軍に膿を吸っていただいて、感激して命もいらずと敵に突撃し戦死しました。あの子もきっとそうなるだろうと嘆いていたのです」と答えたと言う。この逸話（「吮疽の仁」と呼ばれている）の示すように兵士たちは呉起の行動に感激し、呉起に心服して命も惜しまなかったため、この軍は圧倒的な強さを見せた。
呉起は軍の指揮を執り秦を討ち、5つの城を奪った。この功績により西河郡守に任じられ、秦・韓を牽制した。

### 桂陵・馬陵の戦い (前354年-前342年)

#### 桂陵の戦い

##### 斉の出兵
紀元前354年、魏・衛・宋の三国連合軍は趙の国都の邯鄲に侵攻した。趙は門を閉じて守りを固め、斉に救いを求める使者を送った。連合軍は邯鄲を包囲し、一気に趙を滅ぼそうとした。斉の威王は趙の危機を知り、救援のために出兵しようとした。しかし将軍の段干朋は遅れて出兵して魏軍が疲弊したときを狙う戦術を提案した。その戦術は、すぐに少ない兵力で南に向かい襄陵を攻撃して、魏の国力を疲弊させ、魏が邯鄲を落として、魏と趙が再び戦うことができないときに正面から攻撃することであった。威王は提案を採用し、趙と魏の両軍が一年以上膠着状態となり邯鄲城が落ちたときのみ、田忌を総大将、孫臏を軍師とした斉軍主力を率いて趙を支援することを決めた。

##### 孫臏の策略
初めに田忌は邯鄲で魏軍の主力と決戦して邯鄲の包囲を解く作戦を提案した。しかし、孫臏は否とした。「絡んだ紐を解く時は無闇に引っ張るものではなく、喧嘩を止めさせる時は殴り合いに加わらないものです」と言った。そして斬新で実行可能な方法、「批亢搗虚」と「疾走大梁」を提案した。「批亢搗虚」とは要所を突き、虚を突いて、形勢を崩すことである。「疾走大梁」とは迅雷の速さで魏の国都の大梁を攻めて魏の兵糧の輸送を止める。そうすると魏軍は必ず自軍を救うため、自ずと邯鄲の包囲を解くはずである。そして斉軍は魏軍の疲労を利用して魏軍を一気に破るということである。

##### 龐涓、策略に嵌る
田忌は孫臏の「批亢搗虚」の策を採用し斉軍主力を大梁に向かわせた。この重要な瞬間に、邯鄲城は落とされたが魏軍の少数の兵力を邯鄲に置いて、龐涓は主力を率いて大梁に向かった。しかし同時に斉軍は桂陵に潜伏し、魏軍の追撃の準備をした。魏軍は長期の国外の戦闘により、疲弊が露わになっていた。加えて、長距離で急速な行軍により、士気は下がった。斉軍と魏軍は一戦を交えたが、魏軍は大敗し、総大将龐涓は生け捕りとなった。結果的に魏軍の包囲は解けた。「批亢搗虚」は桂陵の戦いで実際に運用され、後世では「囲魏救趙」と呼ばれる策略となった。

#### 襄陵の戦い
しかし、紀元前352年、魏は韓と盟を結び、斉の襄陵城（現在の河南省商丘市睢県）を包囲し、斉軍はこの戦で大敗した。斉の威王は楚に調停を依頼した。秦は桂陵の戦いの際に、魏を攻めていて斉と和睦しなければならなくなった。結果、紀元前351年、魏は邯鄲を趙に返還し、斉と魏の戦争は収束した。しかしこれは一時的に過ぎなかった。

#### 馬陵の戦い

##### 戦い
紀元前342年、孫臏は魏の領内に侵攻した斉軍に撤退を命じた。退却に際し、初日は露営地に十万人分の竈を作らせ、翌日は五万人分の竈を、その次の日は二万人分の竈を作るように命じた。斉軍を追撃する魏軍を指揮する龐涓は、竈の数が減っているとの報告を受け「戦意の低い斉軍は、脱走兵が続出しているのだろう」と考えた。そこで龐涓は一刻も早く斉軍を捕捉して撃破しようと考え、歩兵部隊を残して騎兵隊のみを率い、昼夜兼行で急行した。
孫臏は魏軍の進行速度から、夕方ごろに狭隘な馬陵（現在の山東省臨沂市郯城県）の地に至るだろうと予測した。そこで馬陵の街道脇の大樹の木肌を削り、白木に墨で「龐涓この樹下に死す」と大書し、周囲に弩を持たせた一万の兵を伏せた。伏兵には、夕闇の中で火がともるのが見えたら、その火めがけて一斉に箭を放つように命令した。果たして魏軍は日没後に馬陵に到達し、指揮官の龐涓は道端の大木になにやら字が記されているのを見つけたが、すでにあたりは暗くてよく見えない。そこで松明を持ってこさせ、火をつけて字を読もうとした瞬間、周りから一斉に矢が飛んできた。龐涓は満身に無数の矢を受け「遂に豎子の名を成せり（あの小僧に、名を挙げさせてしまったか）」と叫んで絶命した。将を討たれた魏軍は混乱に陥って大敗し、太子申は捕虜となった。

##### 事後
斉軍の司令官として戦功を上げて凱旋した田忌であったが、宰相の鄒忌の讒言によって威王に叛意を疑われてそのまま楚に亡命することとなった。
名将の龐涓を失った魏はこの戦いをさかいに国力が衰微し始め、秦の侵略を防ぎきれなくなってのちに魏の恵王は韓の昭侯とともに斉に従属することになる。
孫臏もこの戦いで復讐を終え、歴史上から姿を消した。一説によると彼は兵法書を残したとされている。

### 改革

#### 楚・呉起改革
南の楚は、魏での権力争いに敗れて亡命してきた呉起を迎え入れて令尹（宰相）に抜擢し法家の思想を基とした国政改革に乗り出す。楚は宗族の数が他の国と比べて多く、王権は強くなかった。また領地は広かったが人のいない土地が多く、官職の数が多かった。これに呉起は、法遵守の徹底・不要な官職の廃止などを行い、これにより浮いた国費で兵を養った。また領主の権利を三代で王に返上する法を定め、民衆、特に農民層を重視した政策を取った。これらにより富国強兵・王権強化を成し遂げ、南は百越を平らげ、北は陳・蔡の二国を併合して三晋を撃破、西は秦を攻めるほどの強盛国家にした。この事から呉起は法家の元祖と見なされる事もある（ただし管仲や伝説の太公望も、その政治手法は法家的とされ、時代的には古い）。しかしその裏では権限を削られた貴族たちの強い恨みが呉起に向けられ、呉起もそれを察知していた。呉起が無事なのは悼王の寵愛があればこそだが、悼王は既に高齢であった。呉起を擁護した悼王の死後に呉起は反対派によって殺され、改革も頓挫した。

#### 斉・稷下の学士
紀元前4世紀、斉の盛時をもたらした威王や宣王は、各地から多くの学者を集めた。これらの学者には、臨淄の13の城門のうち西門の一つである稷門の近く（稷下）の邸宅が与えられ、多額の資金を支給して学問・思想の研究・著述にあたらせた。こうした学者たちは「稷下の学士」「稷下先生」などともよばれ、陰陽家の鄒衍、贅壻であった淳于髠、道家である田駢、道家にも法家にも属する慎到、これも道家の接予、もう一人の著名な道家で環淵、性悪説を唱えた儒家の荀子、白馬非馬説で有名な兒説、墨家系統だが道家でもある宋銒、これも墨家系統であるが道家でもある尹文、兵法家で世に名高い孫臏などが著名である。
このような積極的な人材登用に刺激されたのか、性善説で有名な孟子も斉に仕官しに来た。しかし孟子は、俸給ももらわずただ論争するのみの学士と同等にされたくなく、稷下の学士と同じ対応を拒み、宣王の師としての対応を要求した。
鬼谷は斉人であったが、稷下の学士であったかどうかは不明である。鬼谷は蘇秦と張儀の師である。
稷下の学士たちは日々論争し、人々はこれを百家争鳴と呼んだ。さまざまな思想や学問が接触し、学者たちの間で討論が行わることで、論理が磨かれ、相互理解を深めることにつながった。こうして形成されたさまざまな学問は、稷下の学とも呼ばれる。このように討論をするので、稷下の学士は弁論術に磨きをかけ、論理を新たにしていった。そのような人物は、戦国時代では弁者や察者と呼ばれていた。
稷下の学士は、直接斉の政治に関与する人々ではなかったが、卿につぐ次官級の俸禄を与えられて優遇された。人数は、数百人から千人ともいわれている。おそらく彼らは斉の政府が政治を行う上での案を採る対象として招かれた、もしくは集まった人々であると思われる。しかし、中には例外もいる。稷下の学者村の初代村長となった淳于髠は、何度も他国に使節として派遣されている。

##### 稷下の学士の始まり
斉の稷下の学士は、それより前の、魏の積極的な人材登用に刺激されて始まった。魏の文侯は、孔子の弟子である子夏に経学六芸を教わった。文侯の下には子夏と縁のある人物が多く集まった。子夏の弟子で文侯の顧問となった李克（別名・李悝）、同じく子夏の弟子で顧問になった段干木、孔子の弟子の曽子の弟子だったが破門された呉起（兵法書『呉子』の著者）、迷信の打破に尽力した西門豹、これも文侯の師匠格で田子方などである。しかし、文侯は今すぐ役に立つような実務家を求めた。そのため、儒家であると思われるような李克、西門豹は一転して法家となる必要があった。
それと比べると稷下の学士は、実務的な仕事をせず、何かのポストに就く人物は少数であった。そもそも稷下の学士を始めたと思われるのは斉の威王である。初代村長は淳于髠であり、稷下の学士の創立を進言したのも淳于髠だという説もある。

宣王、文学遊説の士を喜ぶ。鄒衍、淳于髠、田駢、接予、慎到、環淵の徒の如きより七十六人、皆、列弟を賜い、上大夫と為す。治めずして議論す。是を以て斉の稷下の学士、復た盛んにして、且に数百人ならんとす。
と『史記』にあり、上に述べられている6人が代表的な地位にあったようである。

#### 趙・胡服騎射

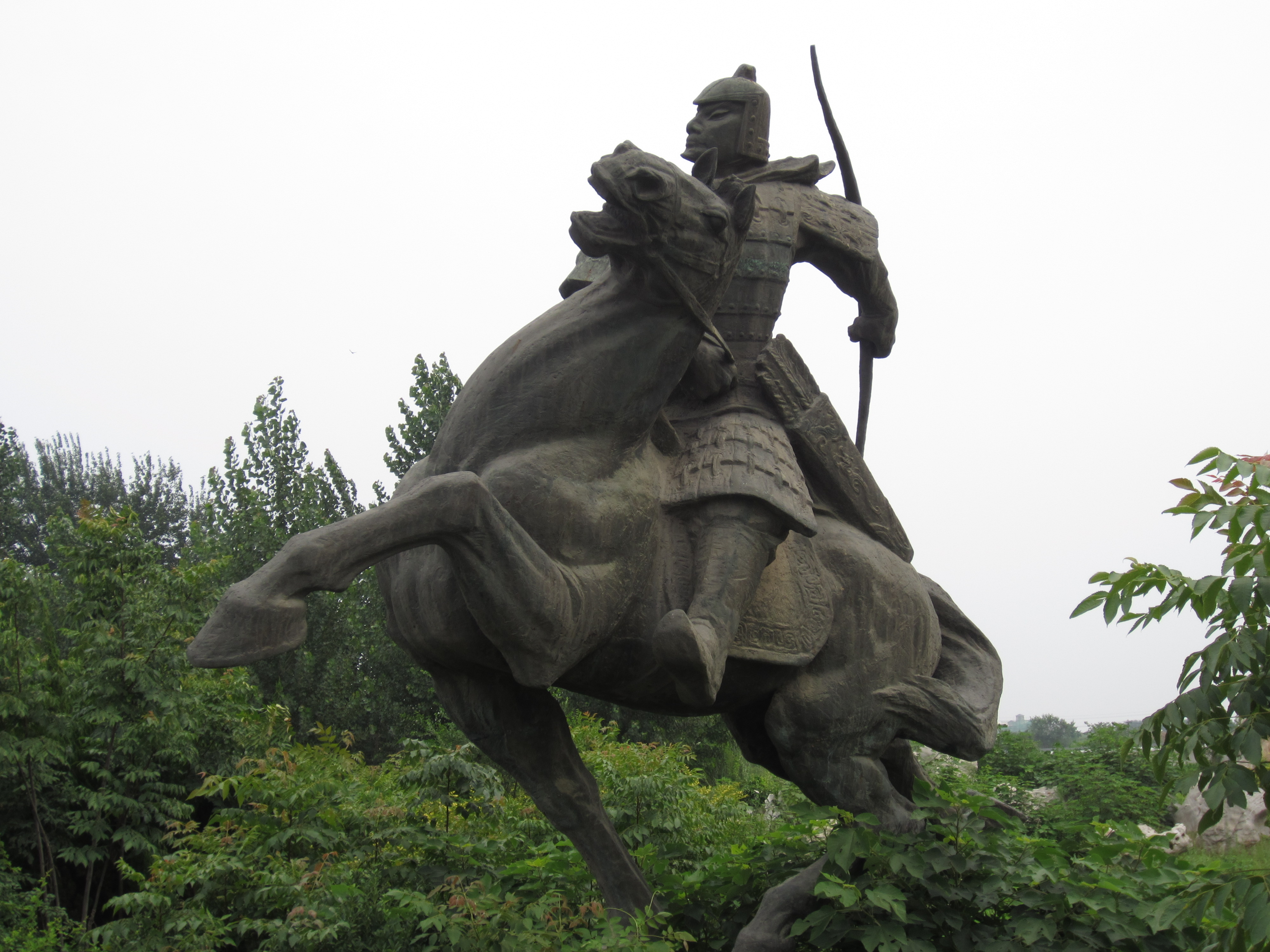
胡服騎射

北の趙は敬侯の下で都を軍事の要衝である晋陽（現在の山西省太原市）から経済の中心地である邯鄲に移した。紀元前307年、敬侯の曾孫の武霊王野望を達成するための準備として胡服騎射を取り入れることを考える。それまでの中華世界の貴族戦士の伝統的な戦術は、3人の戦士が御者と弓射、戈による白兵戦を分担する戦車戦だった。それに対して北方遊牧民族は戦車を使わず、戦士が直接1頭の馬に乗って弓を放っていた。胡服騎射とは、この遊牧民族の戦法を真似ようというものであった。当時の大夫たちは裾が長く、下部がスカート状の服を着ていた。乗馬のためにはこれは非常に邪魔であり、胡服騎射には遊牧民の乗馬に適したズボン式の服装（胡服）を着る必要がある。
これを下問した所、肥義はすぐに賛成したが、武霊王の叔父の公子成はこれに反対した。中華思想が強く、遊牧民を「蛮夷」と呼んで見下し、直接馬に乗る事を蛮行と見なしていた当時では、肥義のように賛成する者の方が珍しく、公子成が反対したのも無理はなかった。しかし、武霊王は「かつて舜は有苗に舞ひ、禹は裸国に袒ぐ」（舜は有苗の風習にあわせて踊り、禹は裸国の風習にあわせて服を脱いだ）と粘り強く説得を続け、胡服騎射を取り入れることに成功した。これ以後の趙の騎兵隊は諸国に恐れられ、魏に滅ぼされた後に再興した中山国を滅ぼした。

#### 秦・商鞅変法

##### 墾草の令
紀元前359年、墾草の令（中国語: 墾草令）。

##### 第一次変法
紀元前356年、孝公は公孫鞅を左庶長に任じ、変法（へんぽう）と呼ばれる国政改革を断行する。これは第一次変法と呼ばれる。主な内容は以下の通り。
- 戸籍を設け、民衆を五戸（伍）、または十戸（什）で一組に分ける[注 10]。この中で互いに監視、告発する事を義務付け、もし罪を犯した者がいて訴え出ない場合は什伍全てが連座して罰せられる[注 11]。逆に訴え出た場合は戦争で敵の首を取ったのと同じ功績になる。
- 一つの家に二人以上の成人男子がいながら分家しない者は、賦税が倍加される。
- 戦争での功績には爵位を以て報いる。私闘をなすものは、その程度に応じて課刑される。
- 男子は農業、女子は紡績などの家庭内手工業に励み、成績がよい者は税が免除される。商業をする者、怠けて貧乏になった者は奴隷の身分に落とす。
- 遠縁の宗室や貴族といえども、戦功のない者はその爵位を降下する。
- 法令を社会規範の要点とする。

まず、民衆に法をしっかりと執行することを信用させるために、三丈もの長さの木を都である雍の南門に植え、この木を北門に移せば十金を与えようと布告した。しかし、民衆はこれを怪しんで、木を移そうとしなかった。そこで、賞金を五十金にした。すると、ある人物が木を北門に移したので、公孫鞅は布告通りに、この人物に五十金を与えた。こういったことで、まずは変法への信頼を得ることができた。
しかし、最初は新法も成果が上がらず、民衆からも不満の声が揚がったが公孫鞅は意に介さなかった。公孫鞅は法がきちんと守られていないと考えた。孝公13年（紀元前349年）、太子の嬴駟（えいし）（後の恵文王）の傅（後見役）である公子虔が法を破ったのでこれを処罰する事を孝公に願い出た。公子虔を鼻削ぎの刑に処し、また教育係の公孫賈を額への黥刑に処し、さらにもう一人の太子侍従の祝懽を死刑に処した。このために公子虔・公孫賈の両人は恥じて外出しなくなり、公孫鞅を憎悪したという。この後は全ての人が法を守った。
そうすると法の効能が出始め、10年もすると田畑は見事に開墾され、兵士は精強になり、人民の暮らしは豊かになり、道に物が落ちててもこれを自分の物にしようとする者はいなくなった。はじめ不満を漏らしていた民衆たちも手のひらを返したように賞賛の声を揚げたが、公孫鞅は「世を乱す輩」として、容赦なく辺境の地へ流した。これにより、法に口出しする者はいなくなり「変法」は成功を収める。

#### 第二次変法
紀元前354年、元里の役
紀元前353年の桂陵の戦いで魏が斉に大敗すると、紀元前352年には変法で蓄えられた力を使い秦は魏に侵攻し、城市を奪った(安邑・固陽の役)。同年、この功績で公孫鞅は大良造に任命された。
紀元前350年、秦は雍から咸陽へ遷都した。
この年に公孫鞅はさらに変法を行い、法家思想による君主独裁権の確立を狙った。今回の主な内容は以下の通り。
- 父子兄弟が一つの家に住むことを禁じる。
- 全国の集落を県に分け[注 13]、それぞれに令（長官）、丞（補佐）を置き、中央集権化を徹底する。
- 井田を廃し田地の区画整理を行う。
- 度量衡の統一。[注 14]

秦では父子兄弟が一つの家に住んでいたが、中原諸国から見るとこれは野蛮な風習とされていた。一番目の法は野蛮な風習を改めると共に、第一次変法で分家を推奨したのと同じく戸数を増やし、旧地にとどまりづらくして未開地を開拓するよう促す意味があったと思われる。二度の変法によって秦はますます強大になった。
紀元前341年の馬陵の戦いで斉の孫臏によって魏の龐涓が敗死すると、紀元前340年には魏へ侵攻し、自ら兵を率いて討伐した(呉城の役)。またかつて親友であった魏の総大将である公子卬を欺いて招き、これを捕虜にして魏軍を打ち破り黄河以西の土地を奪った。危険を感じた魏は首都を安邑（現在の山西省夏県）から東の大梁（現在の開封市）に遷都し、恵王は「あの時の公叔痤の言葉に従わなかったために、このような事になってしまった…」と大いに悔やんだという。
この功績により公孫鞅は商・於という土地の15邑に封ぜられた。これより商鞅と呼ばれる。

### 斉と秦の覇権 (前342年-前284年)

#### 函谷関の戦い
紀元前318年、魏の公孫衍は魏・趙・韓・燕・楚の合従軍を率い、更に義渠にも秦を攻撃する様持ちかけ秦に侵攻した。合従軍の総大将は楚の懐王が務めた。しかし、合従軍の5国はそれぞれの利害のため足並みが揃わず、実際に出兵したのは魏・趙・韓の3国と義渠のみであった。合従軍は函谷関、義渠は李帛（現在の甘粛省天水市の東）を攻撃したが、合従軍と義渠は秦軍によって撃破された。
紀元前317年、秦は庶長の樗里疾率いる秦軍が函谷関から打って出て、韓趙魏の軍に反撃した。趙・韓軍を修魚で大敗させ、韓将の申差は捕虜とした。合従軍の8万2千人が斬首された。

#### 斉破燕の戦い
紀元前316年、燕王噲は王位を子之に譲った。紀元前314年、燕の将軍の市被が太子平を擁して子之を攻撃し、宮殿を包囲した。子之の軍が市被を撃破すると、市被は態度をひるがえして太子平を攻撃し、市被は戦死した。この内乱により燕は荒廃し、これを機とみた孟子の献策で斉の宣王が将軍の匡章を派遣して燕を攻撃した。国都が陥落して、燕王噲は殺害され、子之は逃亡した。後に捕らえられて殺害された。斉軍による略奪により燕の人民は反乱を起こした。

#### 伊闕の戦い
紀元前293年、魏冄の推薦により白起は左更となった。同年、韓と魏は度重なる秦の侵攻に危機感を募らせ、同盟を組んだ。東周を同盟に引き込んで魏将の公孫喜が大将となって、伊闕で秦軍と対峙した。戦闘の中、秦軍の兵力は韓・魏軍の半分以下であった。連合軍は韓軍が最も弱く、魏軍が主攻を担うことを希望した。しかし、魏軍は韓軍の精鋭部隊に頼り、韓軍が先陣を切ることを希望した。秦軍の主将の白起は、韓と魏の連合軍の共同力の弱く、互いが先陣を切る気がなく推し合っている弱点を利用した。しかし、魏軍に対して兵力を集中させ、猛攻を仕掛けた。魏軍は戦敗し、その後韓軍も戦敗し、敗走した。秦軍は追撃し、大勝した。伊闕の戦いで秦軍は敵兵24万を斬首して、伊闕と五つの土城を得、総大将の公孫喜は捕虜となった。白起はこの功により国尉となった。
同年，白起は韓・魏の伊闕の戦いの惨敗を利用して、兵を率いて黄河を渡河して、安邑（現在の山西省運城市夏県の北西）より東側の乾河などの広い領土を占領した。

#### 鄢・郢の戦い
紀元前292年、白起と司馬錯が魏を攻め、大小61城を落とした。紀元前278年、楚を攻め、鄢・郢の戦いで楚の首都郢を落とし、南郡を置いた。このため、楚は陳に遷都した。

#### 斉秦互帝
紀元前286年、東の斉・西の秦の二強国時代を作る。この時に秦の昭襄王は斉の湣王と共に王の上の称号である帝の称号を使うことに決めた。
その時、蘇代が斉に入り湣王に対し「今帝位を称しても、各国は強大な秦になびくだけなので、帝位を称さずに王位を称して、桀宋（宋の康王が暴君だったために名声が低く、かつての夏の桀になぞらえ桀宋と呼ばれていた）を討てば名声が高まるでしょう」と説いたため、東帝を称すのを止めた。

#### 宋の滅亡
紀元前286年、宋で内乱が発生し、斉の湣王が将軍の韓珉を派遣した。宋の人民は長い間「宋の桀」と呼ばれるほどの暴政を受け恨んでいたため、国のために戦わず、斉・魏・楚の連合軍にあっけなく敗れ、宋王偃は魏の温邑（現在の河南省温県）で殺され、宋は滅亡した。

### 斉への合従軍の侵攻 (前284年-前279年)

#### 済西の戦い
この二強国時代は、突然終わりを告げた。斉が宋を滅ぼし、5国は危機感を募らせた。紀元前284年の楽毅を大将とする燕・趙・韓・魏・秦の5カ国連合軍が侵攻した。斉の湣王は田觸を将とし斉の全軍を率いた。斉軍主力は済水を渡河した。両軍は済水の西で決戦を行った。斉軍の士気は連年の戦争により、低くかった。兵士に死戦を行わせるために、湣王は先祖の墓を掘って兵士を殺すと脅したが、さらに兵士の士気が低下した。その結果、合従軍が進攻した時田斉軍は一瞬で壊滅状態となるほどの惨敗を喫した。田觸は逃亡し、副将の田達は残兵を率いて王都の臨淄に撤退した。斉軍の主力が壊滅したあと、楽毅は秦、韓の両軍を帰還させ、魏軍は宋の地を攻め、趙軍は河間を占領、燕軍は斉軍を追撃した。
湣王は、国外へ逃亡した後、莒に戻った。この時、楚の頃襄王は斉を救うことを名目に淖歯を送りこんだ。淖歯は莒の湣王を殺し、斉に占領されていた淮北を取った。皮肉なことにかつての燕のように王がいない状態となった。
楽毅は臨淄を攻略後、善政を敷き、軍事規律を肯定し、略奪を厳しく禁止、残酷な法律や過酷な税を廃止し、民衆の支持を集めた。その後、軍隊を分割して、斉軍を完全に排除し、斉国の占領を拡大した。燕軍は僅か六ヶ月で斉の七十余りの城を占領し、莒と即墨の両城だけが残った。紀元前283年、斉の大臣王孫賈らが淖歯を殺し、湣王の子の田法章を擁立し、襄王として即位した。襄王らは莒で籠城し、燕軍に対して必死に抵抗した。

#### 即墨の戦い
即墨では、楽毅の返り討ちに遭い大夫が戦闘で死亡した。即墨の軍隊と民間人は、田単に抵抗するように導かれ、双方は数年間戦った。楽毅は攻撃せずに、即墨を包囲戦に持ち込んだ。即墨の兵士と民間人は、大夫の死後、斉の公族でもある田単を将軍に推薦し、燕軍に抵抗した。この即墨の攻防戦は、「即墨の戦い」と呼ばれた。
1年間、燕軍は莒と即墨を包囲したが、落ちなかったために楽毅は攻城戦に切り替えた。燕軍を城から撤退させ九里離れたところに砦を築くようにするよう命じた。3年後も、2城は占領されなかった。

#### 田単の復国

##### 反間の計
紀元前279年、燕の昭王が死に、子の恵王が王位を継いだ。恵王は楽毅の事を太子時代から良く思っておらず、ここに付け込む隙があると見た田単は反間の計を用いた。燕に密偵を潜り込ませ、「即墨と莒は今すぐにでも落とすことが出来る。楽毅がそれをしないのは、斉の人民を手なずけて自ら斉王になる望みがあるからだ」と流言を流し、恵王の耳に入るようにした。恵王はこれを信じ、楽毅を解任し、代わりに騎劫を将軍として送った。このまま燕へ帰れば誅殺されると思った楽毅は、趙へ亡命した。騎劫は楽毅の戦略とは反対に、即墨への強制攻撃を命じた。しかし、斉の軍隊と民間人の抵抗が起きて、騎劫の攻撃は実を結ばなかった。
次に田単は城内の結束を促すよう考え、城内の者に食事のたびに家の庭で祖先を祭らせた。するとその供物を目当てに無数の鳥が集り、誰しも不気味な様子を怪しんだ。これを田単は「神の教えによるもの」と言い、「いずれ神の化身が現れて私の師となるであろう」と布告した。これを聞いたある兵士が「私が師になりましょうか」と冗談を言うと、田単は嘘と承知した上でその者を「神師」として強引に祭り上げ、自分はその指示に従うという姿勢を見せた。そして軍令の度にこの神の名を用いて人々を従わせた。
続いて「捕虜になると鼻そぎの刑に処されると恐れている」「城の中では城の外にある祖先の墓を荒らされないか恐れている」という偽情報を燕軍に流した。敵将・騎劫がその通りにして見せつけると、即墨の人々は燕軍への降伏を恐れ、祖先を辱められたことへの恨みから団結し、士気は大いに上がった。

##### 火牛の陣
城内の人々の状況から、いよいよ出撃の時期が訪れたと判断した田単は、まず城兵を慰撫した。
次に兵を隠して城壁を女子供や老人に守らせ、あたかも城内が困窮しているように装い、燕軍へ降伏の使者を派遣。更に即墨の富豪を介して燕の将軍に対し「降伏しても妻や財産などに手を出さないほしい」との安堵の約束と金を渡した。これらのことにより燕軍は勝利を喜び、油断を深めていった。
そこで田単は千頭の牛を用意し、鮮やかな装飾を施した布を被せ、角には刀剣、尻尾には松明をそれぞれ括り付け、夜中に城壁に開けておいた穴からこれを引き連れた。そして、たいまつに火をつけ尻を焼かれ怒り狂う牛を敵陣に放った。燕軍はその奇怪な姿の牛の突進に驚き、角の剣でことごとく刺し殺された。また、5千の兵もこれに続いて無言のまま猛攻をかけ、更に民衆も銅鑼や鐘などで天地を鳴動させるかのように打ち鳴らし、混乱を煽った。そのため、燕軍は大混乱に陥り、騎劫も討ち取られた。
田単はこの勢いに乗じ、70余城全てを奪回した。

### 秦の一強国 (前274年-前236年)
斉の凋落により、中国は秦による一強国時代となる。昭襄王の時代に宰相の魏冄と白起将軍の活躍により、幾度となく勝利を収める。

#### 遠交近攻
その時、魏より亡命してきた范雎を登用した昭襄王は、その提言を次々と採用した。まず、魏冄や親族の権力があまりにも大きくなっている現状を指摘され、魏冄らを退ける進言を受け入れた。次に范雎から進言されたのが有名な遠交近攻策である。それまで近くの韓・魏を引き連れて、遠くの斉との戦いを行っていたのだが、これでは勝利しても得られるのは遠くの土地になり、守るのが難しくなってしまう。これに対して遠くの斉や燕と同盟して近くの韓・魏・趙を攻めれば、近くの土地を獲得できて、秦の領土として組み入れるのが容易になる。この進言に感動した昭襄王は范雎を宰相とした。

#### 白起の活躍
紀元前280年、司馬錯に命じ、隴西から兵を出して蜀に出て、楚を討った。また、罪人を赦して南陽に移した。同年、白起に命じ、趙を討ち、代と光狼城を取った。
紀元前273年、白起と公孫胡昜が魏の華陽を攻め、華陽の戦いで韓・魏・趙の将軍を捕え、13万を斬首した。同年、趙将賈偃と戦い、その士卒2万を黄河に沈めた。
紀元前264年、韓の陘城を攻め、陘城の戦いで5城を落とし、5万を斬首した。

#### 長平の戦い
紀元前262年、白起は再び韓を攻めて野王を取り、上党郡と韓の本土が切断され飛び地となった。
紀元前260年、昭襄王は左庶長王齕に命じて韓を討ち、韓の上党の地を取った。しかし、上党の民は秦ではなく趙に降ったため、趙は兵を出し長平に駐屯した。4月、王齕は趙軍を攻めたが、趙の将軍が名将廉頗だったため討つことはできなかった。趙軍は塁壁を築いて守った。秦軍はそれを攻めたが廉頗はますます塁壁を高くして守り、何度挑発しても応じなかった。
范雎は一計を案じ、趙の孝成王に逆宣伝させ廉頗を更迭させた。趙は廉頗を更迭し、趙括を将軍とした。秦はこれを聞いて、ひそかに白起を上将軍とし、王齕を副将として、軍中に「武安君が軍を指揮するのをもらす者があれば斬罪にする」と命令した。
趙括は着任すると、すぐに兵を進め秦軍を討った。白起は敗走すると見せかけ伏兵を潜ませた。趙軍は勝ちに乗じて追撃したが、秦の伏兵により趙軍と趙の塁壁の間を遮断して、糧道を絶たれた。
9月、趙軍の絶食は46日間に及び、互いに互いを殺しあって人肉を食う惨状だった。趙括は精兵とともに白兵戦を演じ打開を図ったが、秦はこれを射て趙括を殺した。趙軍40万は白起に降服したが、白起は「今回の戦いのきっかけになった上党の邑民は趙に帰服した。趙の士卒も、いつ心変わりするかわからない。皆殺しにしなければ、叛乱を起すだろう」と考えた。既に秦軍の兵糧も乏しく、大量の捕虜を養うだけの量がなかったことも白起に叛乱への不安を抱かせた。白起は趙軍を偽って連れ出し、40万の士卒を穴埋めにして殺した。この戦いが「長平の戦い」である。

#### 白起の死
しかし、本国にあった宰相范雎が、長平の戦いでの白起の活躍を自らの地位を脅かすものであるとして警戒し、さらに趙の首都邯鄲に攻め込もうとする白起を押しとどめ、わずかな条件で趙と和議を結んだ。紀元前259年、秦は、王陵を起用して邯鄲を包囲し、翌紀元前258年には増派もして、さらに指揮官を王齕に交代させたが、趙の援軍として現れた魏の信陵君・楚の春申君に大敗北を喫した。この危機を打開するために白起に出兵するよう命令が下るが、白起は一連の范雎の行動に不信感を抱き、病と称して出仕を拒んだ。『戦国策』によれば、この時慌てた范雎と国王が自ら指揮を乞うも、白起は趙が国力を回復して討ち難いとして応えなかったうえ、王齕の敗戦を「だから言わぬことではない」と批判したという。これがさらに立場を悪くし、紀元前257年、ついに白起は昭襄王によって自害させられた。

#### 周の滅亡
紀元前256年、昭襄王は張唐に命じて国として続いていた鄭を討ち、国都を落とした。同年12月、趙の邯鄲を攻略中の王齕に増兵を行ったが、邯鄲を落とすことができずに退き、汾城郊外の軍に逃げ込んでしまった。そこで鄭にいた張唐に趙の攻略を命じ、趙の寧新中の地を抜くことに成功した。同じころ摎に命じて韓を討ち、韓の陽城・負黍の地を取った。
この年に、周の赧王と王室の分家の西周の文公（当時の周は、分家である周公家が東西に分裂していた）が秦と敵対し、諸侯と結んで秦を討った。昭襄王は摎に命じて西周を討った。西周の文公は降伏して秦に投じ頓首して罪を謝し、領地の邑と人民を秦に献じ、そのすぐ後に赧王は崩じた。邑と人民を失った周は実質的に滅んだ。翌紀元前255年に、西周の民は残っていた東周君の領地に逃げ、周に伝わった九鼎は秦に接収された。ここに800年続いた周は滅亡した。残った東周君も、紀元前249年に呂不韋によって攻め滅ぼされた。

### 六国の滅亡と統一 (前236年-前221年)
秦の荘襄王は在位僅か3年でこの世を去る。紀元前247年に政が13歳で秦王に即位する。のちの始皇帝である。政は、李斯の政策の下で法治主義・権力集中をさらに進め、外征面では王翦・王賁親子や李信などを起用した。この間の紀元前240年に国として続いていた衛を討ち、国都を落とした。しかし、理由は不明であるが衛の君主は韓の旧領である野王に移されて、名目上とは言え国は残されている。

#### 韓と趙の滅亡

##### 鄴攻略
紀元前236年、鄴を落とすため王翦を総大将、桓齮と楊端和を副将として遠征軍を派遣。9城を取る。王翦は一人で閼与などを攻める。それから、皆兵をあわせて一軍とした。王翦が将軍になると18日間で軍中の斗食以下の功労のない者を帰らせ、軍をおよそ5分の1に減らし精鋭揃いに編成した。そして、それまで落とせなかった鄴などを落とした。

##### 平陽の戦い
紀元前234年、桓齮は平陽に直行した。趙は扈輒を将として平陽を救援に向かわせ、秦軍と戦った。秦軍は十万の趙兵を平陽の城外で斬首し、趙の将である扈輒を討ち取った。
同年、秦軍が邯鄲に迫り趙の幽繆王は北部の国境の防衛を担っていた名将の李牧に南下し趙の全軍を率いて秦軍を攻撃することを命じた。
紀元前233年、桓齮は再び出兵し宜安・平陽・武城の3城を取り、再び趙軍を破りその将を討ち取った。この2戦で趙は10万以上の兵を失った。

##### 肥下の戦い
同年、李牧率いる趙軍と秦軍は宜安付近で対峙した。激しい戦いの末に、秦軍は大敗した。桓齮の率いる秦軍のうち少数は包囲から脱し、秦国へ退却した。桓齮は敗走し、一説では李牧に討たれたとされる。趙は秦に占領されていた土地を取り戻し、李牧は武安君に封じられた。

##### 番吾の戦い
紀元前232年、秦は兵を大挙し、趙に侵攻した。軍は鄴城に到着し、その後太原に到着した。秦軍は狼孟と番吾を占領したが、李牧が秦軍を撃破した。さらに李牧は秦から韓・魏の国境まで領土を奪還した。

##### 韓攻略戦
韓は7国の中で最も弱く、強い秦と国境を接していた。戦国時代の初期に秦による襲撃を受け続けていた。将軍の桓齮や王翦を派遣して、趙を攻撃するまで続いた。紀元前230年に内史騰を大将として韓を攻めた。韓は陽翟が陥落して韓王安は捕虜となった。韓は滅亡した。韓の国土は秦の潁川郡となったこれにより、韓の民は抵抗の失敗による恐ろしい結果から救われた。

##### 趙攻略戦
紀元前229年、秦の王翦・楊端和・羌瘣が趙の旱魃や地震災害につけこみ、大軍を以て趙を攻め、王翦が井陘を降した。そのため、趙は李牧と司馬尚（司馬卬の父）に応戦させた。苦戦した秦は李牧を排除するため、幽繆王の奸臣郭開に賄賂を送り、趙王と李牧との離間を画策した。郭開は趙王に「李牧と司馬尚が謀反を企てている」と讒言した。
趙の軍事を掌握し功名の高い李牧を内心恐れていた幽繆王はこれを疑い、郭開の言を聞き入れ、李牧を更迭しようとした。だが、李牧は王命を拒んだため、幽繆王によって密かに捕らえられて誅殺され、司馬尚も解任・更迭された。
李牧の死後、趙軍は趙葱と斉将顔聚が指揮を執る事になったが、彼らは間もなく王翦に大敗し、趙葱は戦死し、大勢の趙兵が殺害された。
紀元前228年、国都邯鄲が落ちた。幽繆王と顔聚が捕虜となり趙は滅亡した。逃げ延びた趙の大夫らは代の地で幽繆王の兄の趙公子嘉を擁立し代国とした。秦王政は生まれた地である邯鄲に入り、母の太后の実家と揉めていた者たちを生き埋めにして秦へ戻った。

#### 秦王政の暗殺未遂と燕の壊滅

##### 秦王政の暗殺未遂
燕は弱小な国であった。太子丹はかつて人質として趙の邯鄲で過ごし、同じ境遇の政と親しかった。政が秦王になると、丹は秦の人質となり咸陽に住んだ。このころ、彼に対する秦の扱いは礼に欠けたものになっていた。『燕丹子』という書によると、帰国の希望を述べた丹に秦王政は「烏の頭が白くなり、馬に角が生えたら返そう」と言った。ありえないことに丹が嘆息すると、白い頭の烏と角が生えた馬が現れた。やむなく秦王政は帰国を許したという。丹は秦に対し深い恨みを抱くようになった。

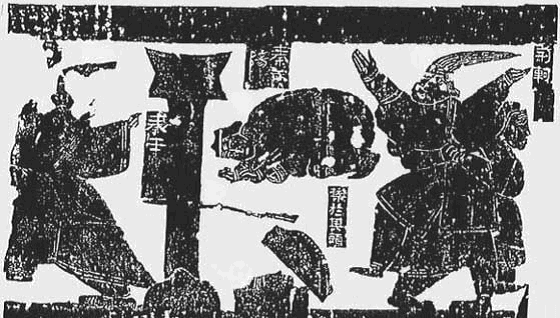
逃げる秦王政（左）と襲いかかる荊軻（右）。中央上に伏せる者は秦舞陽、下は樊於期の首。武氏祠石室。

両国の間にあった趙が滅ぶと、秦は幾度となく燕を攻め、燕は武力では太刀打ちできなかった。丹は非常の手段である暗殺計画を練り、荊軻という刺客に白羽の矢を立てた。秦王政20年（前227年）、荊軻は秦舞陽を供に連れ、督亢（とくごう）の地図と秦の裏切り者の樊於期の首を携えて秦王政への謁見に臨んだ。秦舞陽は手にした地図の箱を差し出そうとしたが、恐れおののき秦王になかなか近づけなかった。荊軻は、「供は天子の威光を前に目を向けられないのです」と言いつつ進み出て、地図と首が入る二つの箱を持ち進み出た。受け取った秦王政が巻物の地図をひもとくと、中に隠していた匕首が最後に現れ、荊軻はそれをひったくり秦王政へ襲いかかった。秦王政は身をかわし逃げ惑ったが、護身用の長剣を抜くのに手間取った。宮殿の官僚たちは武器所持を、近衛兵は許可なく殿上に登ることを秦の「法」によって厳しく禁じられ、大声を出すほかなかった。しかし、従医の夏無且が投げた薬袋が荊軻に当たり、剣を背負うよう叫ぶ臣下の言に秦王政はやっと剣を手にし、荊軻を斬り伏せた。二人のいつわりの使者は処刑された。

##### 燕の壊滅
秦王政は激怒し、燕への総攻撃を仕掛けた。暗殺未遂の翌年には国都薊を落とした。荊軻の血縁をすべて殺害しても怒りは静まらず、ついには町の住民全員も虐殺された。その後の戦いも秦軍は圧倒し、遼東に逃れた燕王喜は丹の首級を届けて和睦を願ったが聞き入れられなかった。

#### 魏の滅亡

##### 魏攻略戦
紀元前225年には王賁が魏に侵攻した。魏は国都大梁で籠城した。城壁が強固で落としづらいことに気付き、黄河の水を引いて水攻めにした。当時、楚は防衛に専念していて、斉は傍観していた。よって援軍が来るあてもなかった。状況を理解すると、魏王假は急いで開城し、魏の人々のさらなる流血を避けるために秦軍に降伏した。魏も滅亡した。

#### 楚の滅亡

##### 城父の戦い
同年、秦は魏を滅ぼし、次の標的を楚とした。秦王政は楚攻略に必要な兵数を訊くと李信は20万と答えた。同じ質問を老将の王翦に訊くと60万と答えた。すると政は「王将軍（王翦）も年をとったな。戦場が恐ろしくなったのか。李将軍（李信）は果断勇壮だ。李将軍の言葉に間違いは無い」と言い、20万の兵で楚に侵攻した。意見を取り上げてもらえなかった王翦は病気と称し故郷に引きこもった。また政を諫めた右丞相の昌平君も失脚した。
李信・蒙恬に10万人ずつの兵を託し楚の討伐に向かわせた。李信は平輿から、蒙恬は寝丘から攻め入り、寝丘の北の城父で合流する予定だった。両軍は勝利を重ねていて、特に李信は快進撃していた。しかし、前年に民の安撫のため楚の公子である元右丞相の昌平君を配した楚の旧都郢・陳で起きた反乱や項燕の奇襲により大敗し2つの土城と7人の部隊長を失った。そのため王翦のいる頻陽に秦王政自ら向かい詫びを入れた。

##### 楚攻略戦
紀元前224年、秦の武将王翦がまたもや60万の大軍を率いて楚に進攻、王翦は堅守・不出の戦術を使い、項燕の防備に隙ができるように仕向けた後、項燕の軍を奇襲して楚軍を大破、楚王負芻は俘虜となった。項燕は淮水以南で負芻の異母兄弟である楚の公子昌平君を楚王として擁立して反抗した。
紀元前223年、王翦と蒙武は楚軍を追撃、昌平君・項燕ともども戦死し、ついに楚を滅ぼした。楚の旧領は秦の九江郡となった。楚の攻略には数十万人から百万人の兵士が従軍し、35年前の秦と趙の長平の戦いに関与した兵士よりも多かったと推定されている。
紀元前222年、秦は大いに兵を輿して、王翦と蒙武はついに楚の江南を平定する。また、東越の王を降して、会稽郡を置いた。

#### 燕・斉の滅亡

##### 燕・代攻略戦
紀元前222年、王賁が燕と代に侵攻した。代王嘉と燕王喜は捕虜となり完全に燕は滅びた。

##### 斉の滅亡
最後に残った斉は約40年間ほとんど戦争をしていなかった。その理由は斉の王田建は相国の后勝の言いなりであったことである。后勝や食客らは秦から賄賂を受けとっていて、秦の都合の良いように提言した。斉は五国（韓・趙・燕・魏・楚）の滅亡を傍観していた。しかし、五国が滅亡すると西の対秦国境に将軍を集め閉鎖した。
そして紀元前221年に王賁率いる秦軍が燕の旧領から南下して攻めた。斉の国都臨淄を包囲し、斉は戦わずして降伏した。これにより秦は中華統一が達成した（衛は紀元前209年まで存続しているが、既に秦の従属国として名前のみの存在になっているために考慮されないのが普通である）。ここに戦国時代は終結し、中国史上初めての統一王朝が誕生した。

### 六国統一
秦による統一が実現できた背景として、「晋の分裂による大国の消滅」「商鞅の国内改革と西河の制圧、司馬錯の蜀征服による秦の国力強化」がもたらした勢力均衡の崩壊があったとされる。これに対して秦以外の六国は合従して攻め寄せる事もあったものの、秦と国境を接していなかった斉や燕には秦を滅ぼすメリットが無いため、迎撃に対する合従は成立しても追撃に対する合従は成立させられなかった。秦に他の六国が対抗できなかった理由として地勢的に秦が守りやすかった説がよくあげられるものの、実際には他の六国の国内改革の遅れや利害関係の対立による影響の方が大きかったと考えられている。

## 起源年代
歴史家は戦国時代の始まりの年について議論を呼んでおり、7種類の説がある。
1. 紀元前481年（周の敬王39年）
  - 呂祖謙の『大事記』の記述が始まった年。また、『春秋』の記述が終わった年[注 20]。
2. 紀元前476年（周の敬王44年[注 21]）
  - 『史記』の六国年表の記載が始まった年[154]。
3. 紀元前475年（周の元王元年[注 22]）
  - 前年に周の敬王が在位44年で死去し、周の元王元年を戦国時代の始めとする[155]。
4. 紀元前468年（周の貞定王元年）
  - 林春溥の『戦国編年』、黄式三の『周季編略』、楊寛の『戦国史料編年輯証』の記載が始まった年。また、『春秋左氏伝』の記述が終わった年。
5. 紀元前453年（周の貞定王16年）
  - 晋の趙氏・魏氏・韓氏が晋陽の戦いで智氏を滅ぼし、戦国七雄の大枠が構成された年。
6. 紀元前441年（周の哀王元年）
  - 朔雪寒が『孫子兵法論正』で提言した説[156]。
7. 紀元前403年（周の威烈王23年）
  - 三晋が周により正式に諸侯に認められた年。一般的にはこの年からを戦国時代とする。

## 軍事と技術
戦国時代の連続した戦いは、兵法と技術の急速な発展をもたらした。戦国時代の初期には魏の名将呉起の『呉子兵法』、戦国中期には縦横家の鬼谷子の『捭闔策』や弟子の斉の名将孫臏の『孫臏兵法』などが生まれた。

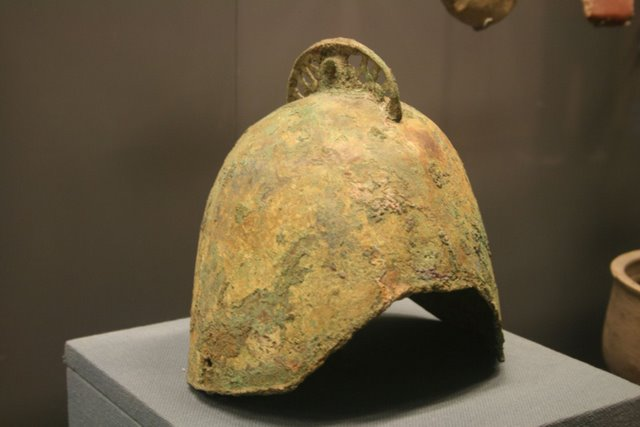
燕の兵士の兜
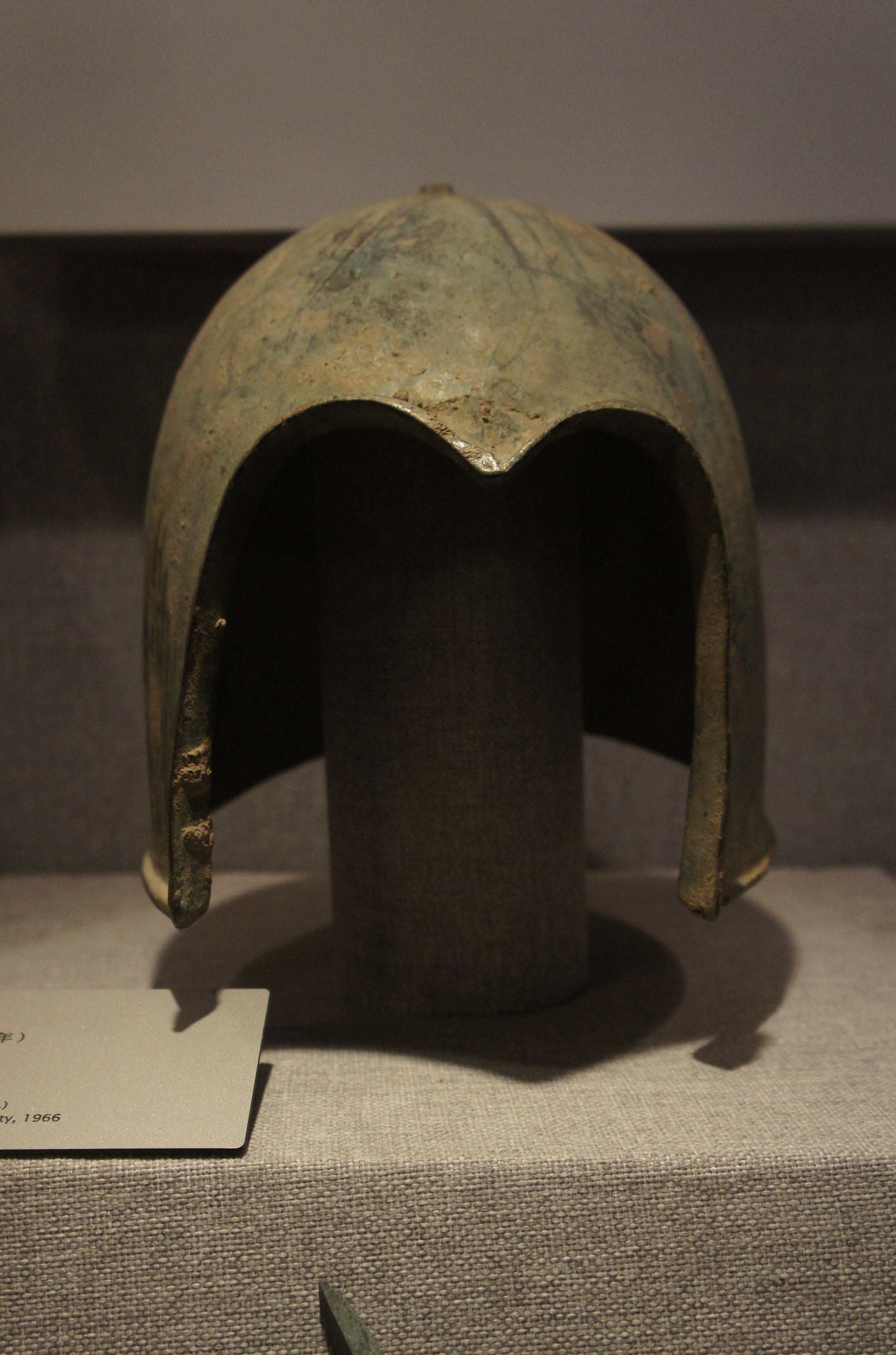
国籍不明の青銅の兜
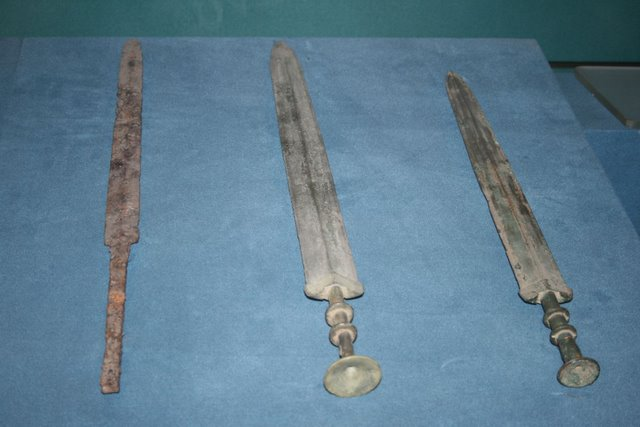
発掘された鉄剣
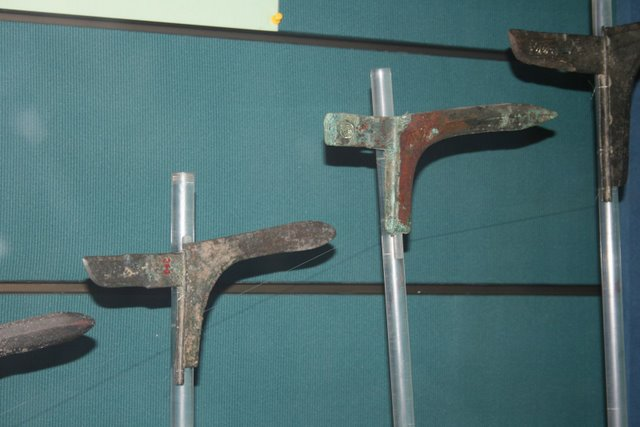
青銅の戈
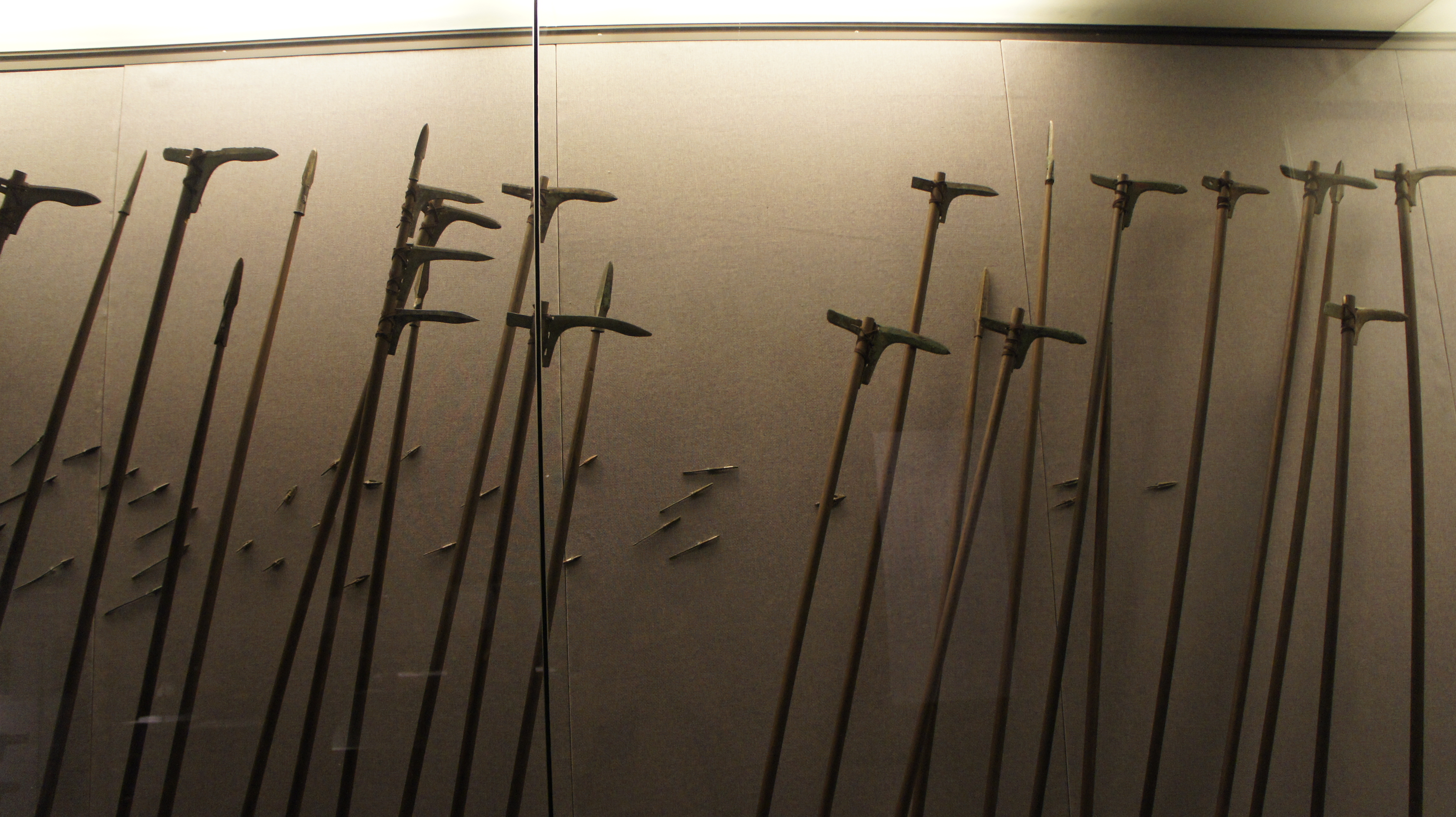
戈。春秋戦国時代・秦・漢の間、中国で最も一般的な武器。
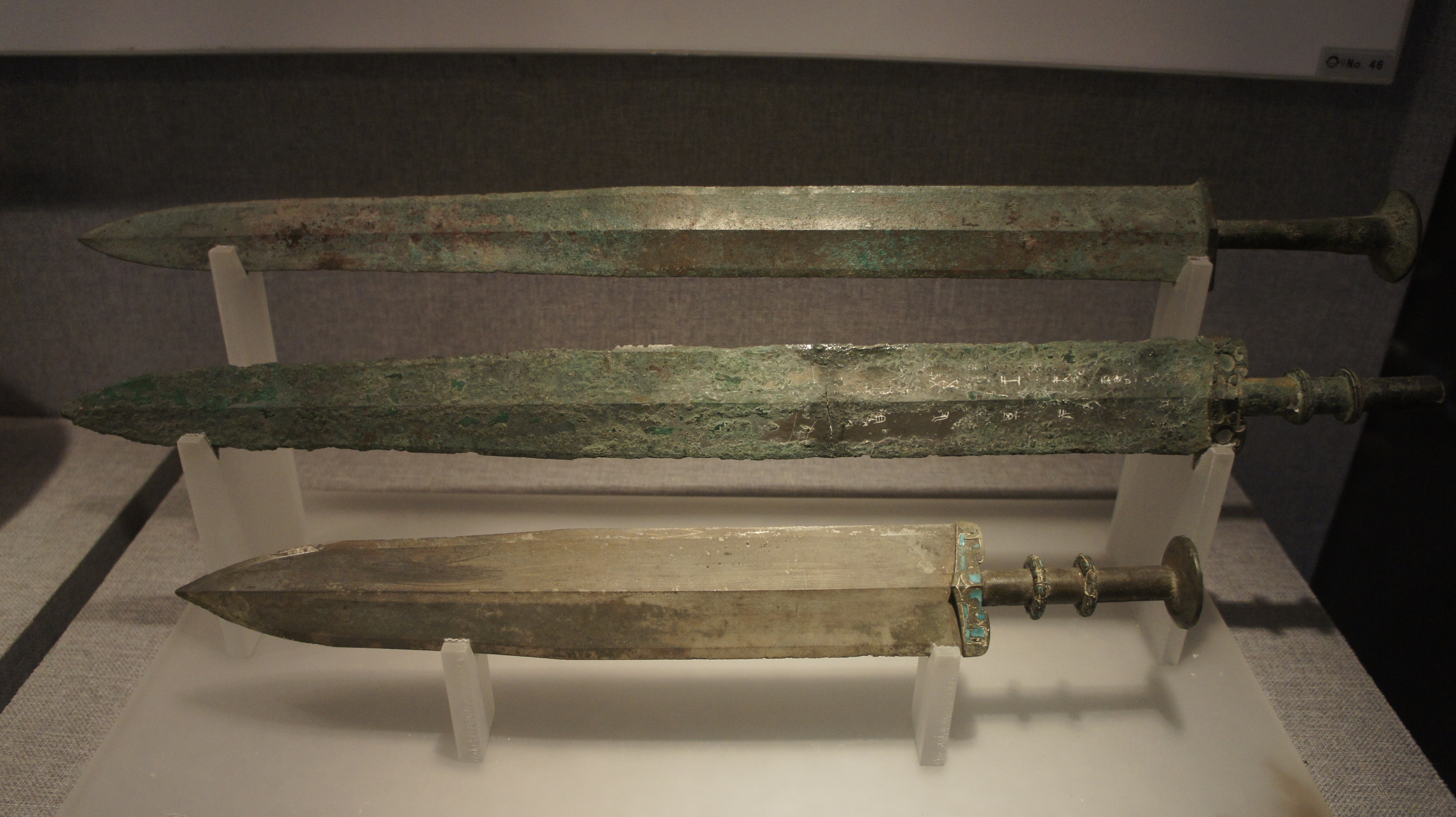
戦国時代の青銅の剣

## 諸侯国一覧
| 国                 | 姓氏               | 領域                                                                                        | 爵位 | 創始年                                       | 滅国者                |
| 周朝               | 周朝               | 周朝                                                                                        | 周朝 | 周朝                                         | 周朝                  |
| ------------------ | ------------------ | ------------------------------------------------------------------------------------------- | --- | -------------------------------------------- | --------------------- |
| 東周               | 姫氏               | 名義上、全国を統治。 実際は首都洛邑（河南省洛陽市）の周囲の狭小地区                         | 王（天子）                                                                                              | 前770年 - 前256年                            | 秦国 東周の滅亡       |
| 戦国七雄           |                    |                                                                                             | |                                              |                       |
| 秦                 | 嬴姓趙氏           | 陝西省中南部、甘粛省東部、四川省、重慶市、河南省西部、湖北省西部など。前221年に全国を統一。 | 仲→伯（前770年受封）→王（前325年自称）→帝（前288年に西帝自称）→王（復称）→皇帝（前221年全国統一後改称） | 前770年 - 前206年                            | 西楚、漢              |
| 燕                 | 姞姓               | 遼寧省南部、北京市、天津市、河北省北部                                                      | 侯→王（前323年自称）                                                                                    | 前1046年 - 前221年                           | 秦 燕の滅亡           |
| 楚                 | 羋姓熊氏           | 湖北省、湖南省北部、安徽省西部、江西省西部、河南省南部、江蘇省、浙江省                      | 子→王（前704年自称）                                                                                    | 殷代 - 前223年                               | 秦 楚の滅亡           |
| 趙                 | 嬴姓趙氏           | 河北省西部、山西省北部、内モンゴル自治区南部                                                | 侯→王（前296年自称）                                                                                    | 前403年 - 前222年                            | 秦 趙の滅亡           |
| 魏                 | 姫姓魏氏           | 山西省南部、河南省北部、陝西省東部、河北省の一部                                            | 侯→王（前344年自称）                                                                                    | 前403年 - 前225年                            | 秦 魏の滅亡           |
| 韓                 | 姫姓韓氏           | 河南省                                                                                      | 侯→王（前324年自称）                                                                                    | 前403年 - 前230年                            | 秦 韓の滅亡           |
| 斉（田斉）         | 嬀姓田氏           | 山東省東部、河北省南部                                                                      | 侯→王（前334年自称）                                                                                    | 前386年 - 前221年                            | 秦 斉の滅亡           |
| その他諸侯国       |                    |                                                                                             | |                                              |                       |
| 東周公             | 姫姓               | 河南省鞏義市西南                                                                            | 君 | 前367年 - 前249年                            | 秦 東周公の滅亡       |
| 西周公             | 姫姓               | 河南省地区                                                                                  | 君 | 前440年 - 前256年                            | 秦 西周公の滅亡       |
| 斉（姜斉）         | 姜姓呂氏           | 山東省東部、河北省南部                                                                      | 侯 | 前1046年 - 前379年                           | 田斉                  |
| 魯                 | 姫姓魯氏           | 山東省曲阜市                                                                                | 侯 | 前1046年 - 前256年                           | 楚                    |
| 蔡                 | 姫姓蔡氏           | 河南省新蔡県、上蔡県                                                                        | 侯 | 前1046年 - 前447年                           | 楚                    |
| 衛                 | 姫姓衛氏           | 河南省淇県、濮陽市                                                                          | 侯→君（前330年改称）                                                                                    | 前1040年 - 前209年                           | 秦                    |
| 宋                 | 子姓宋氏、子姓戴氏 | 河南省商丘市、通許県                                                                        | 公→王（前323年自称）                                                                                    | 前1040年 - 前286年                           | 田斉、魏、楚 宋の滅亡 |
| 晋                 | 姫姓               | 山西省、河南省北部、陝西省東部、河北省東部                                                  | 侯 | 前1033年 - 前349年                           | 韓、趙、魏            |
| 越                 | 姒姓               | 浙江省の中心、山東省南部、福建省北部                                                        | 子→王（自称）                                                                                           | 前2032年 - 前222年                           | 秦                    |
| 鄭                 | 姫姓鄭氏           | 河南省新鄭市                                                                                | 伯 | 前806年 - 前375年                            | 韓                    |
| 杞                 | 姒姓杞氏           | 河南省杞県                                                                                  | 伯 | 前1046年 - 前445年                           | 楚                    |
| 邾（鄒）           | 曹姓朱氏           | 山東省鄒城市                                                                                | 子 | 前1046年 - 前281年                           | 楚                    |
| 薛                 | 任姓薛氏           | 山東省棗荘市薛城 (薛城区)                                                                   | 侯 | 夏代 - 前298年                               | 田斉、魏              |
| 郳（小邾、小邾婁） | 曹姓郳氏 顔姓?     | 山東省滕州市東部                                                                            | 子 | 約前8世紀建国、前653年（国号改称） - 前325年 | 楚                    |
| 滕                 | 姫姓滕氏           | 山東省滕州市                                                                                | 侯または子                                                                                              | 前1046年 - 前297年                           | 宋                    |
| 莒                 | 己姓莒氏           | 山東省莒県                                                                                  | 子 | 前1046年 - 前431年                           | 楚                    |
| 任                 | 風姓任氏           | 山東省済寧市                                                                                | |                                              |                       |
| 郯                 | 己姓               | 山東省郯城県西南                                                                            | 子 | ？ - 前414年                                 | 楚（一説では越）      |
| 費                 | 季姓費氏           | 山東省費県                                                                                  | |                                              |                       |
| 邳                 | 任姓               | 江蘇省邳州市                                                                                | | 夏代 - ？                                    | 楚                    |
| 中山               | 姫姓               | 河北省中部、太行山の東の麓                                                                  | 侯 | 前507年 - 前406年                            | 魏                    |
| 中山               | 姫姓               | 河北省中部、太行山の東の麓                                                                  | 侯→王（前323年自称）                                                                                    | 前380年頃 - 前296年                          | 趙                    |
| 蜀                 |                    | 四川省中部                                                                                  | 周の冊封を受けていない為無爵位                                                                          | ？ - 前316年                                 | 秦                    |
| 巴                 | 姫姓               | 重慶市、四川省東部                                                                          | 子 | ？ - 前316年                                 | 秦                    |
| 苴                 |                    | 四川省広元市                                                                                | 被蜀国封為“侯”                                                                                          | 前368年 - 前316年                            | 秦                    |
| 安陵               | 姫姓               | 河南省鄢陵県西北                                                                            | 君 |                                              | 秦                    |